# Баксигандж (подокруг)
Баксигандж (бенг. বকশিগঞ্জ, англ. Baksiganj) — подокруг на севере Бангладеш в составе округа Джамалпур. Образован в 1982 году. Административный центр — город Баксигандж. Площадь подокруга — 204,30 км². По данным переписи 1991 года численность населения подокруга составляла 157 403 человека. Плотность населения равнялась 770 чел. на 1 км². Уровень грамотности населения составлял 17,4 %. Религиозный состав: мусульмане — 98,08 %, индуисты — 1,25 %, христиане — 0,44 %, прочие — 0,23 %.